# Leoheo
Leoheo domatiophorus là một loài thực vật có hoa thuộc họ Na, là loài duy nhất thuộc chi Leoheo. Đây là một loài cây thường xanh cỡ trung bình đến lớn đặc hữu của Việt Nam. Cây phát triển cao từ 15 đến 25 mét, và đôi khi đến 30 mét. Cây ra hoa vào tháng ba và đậu quả vào tháng bảy. Tên chi có nguồn gốc từ "Lèo heo", tên địa phương tiếng Việt của cây.
Chi và loài được mô tả lần đầu tiên vào năm 2018. Một phân tích phát sinh loài đã xếp loài này vào tông Monocarpieae, được xem là chị em với chi Monocarpia.
Đây là loài bản địa của rừng mưa nhiệt đới đất thấp tại huyện Phú Lộc và huyện A Lưới thuộc Thành phố Huế. Loài này còn mọc ở rìa rừng nguyên sinh và thứ sinh tại các tỉnh Quảng Trị và Quảng Nam lân cận.